# C-52

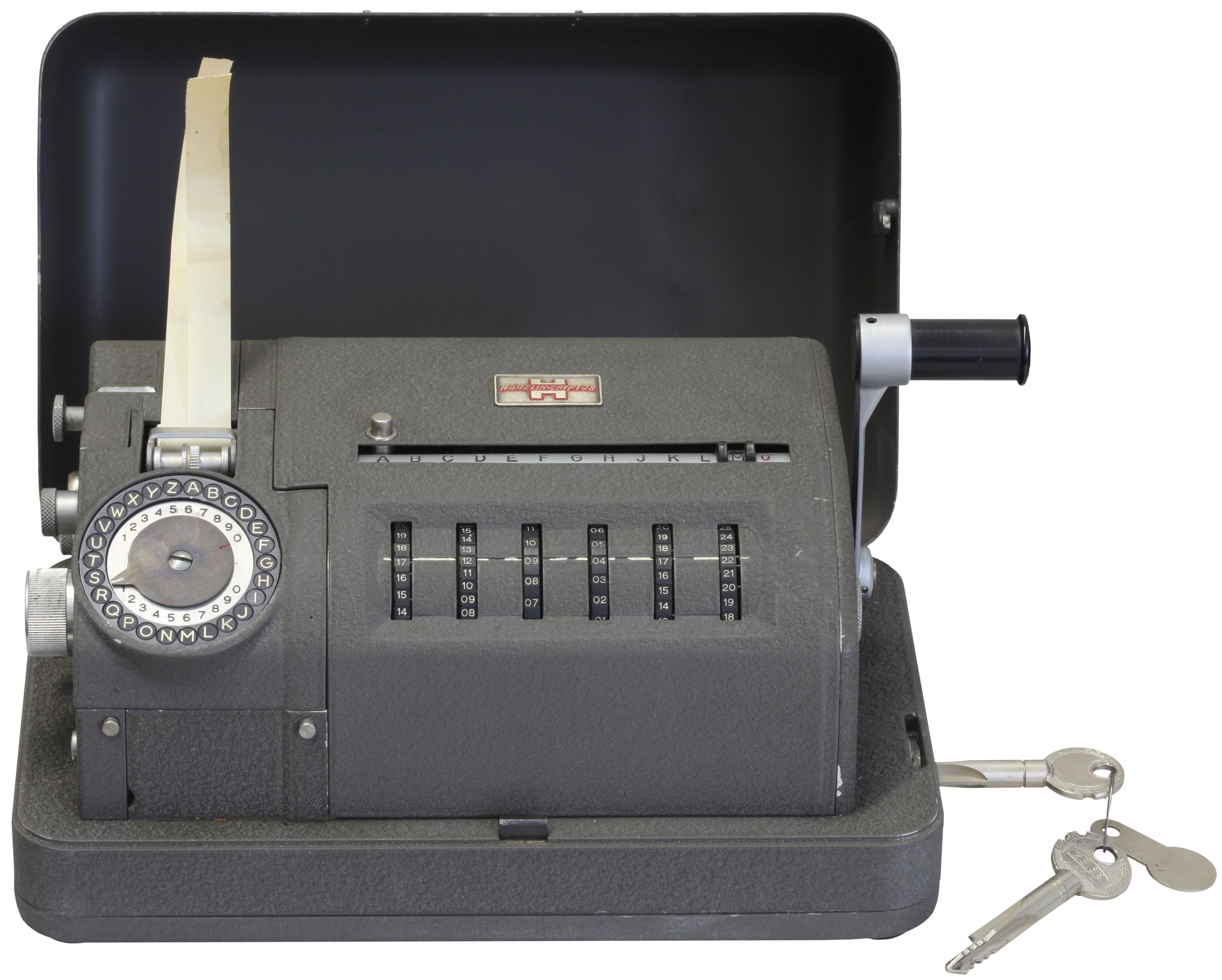
La Hagelin CX-52

C-52 (Hagelin) et CX-52 sont des machines de chiffrement commercialisées par l'entreprise suisse Crypto AG à partir de 1952. 
Plusieurs variantes existent sous ces noms mais au moins deux mécanismes différents sont identifiés par le code CX-52 : 
- un système de roues clé (comme pour la machine Hagelin M-209), pour les modèles C-52 et CX-52
- un lecteur de cartes perforées pour la CX-52 (RT). RT = Random Tape.

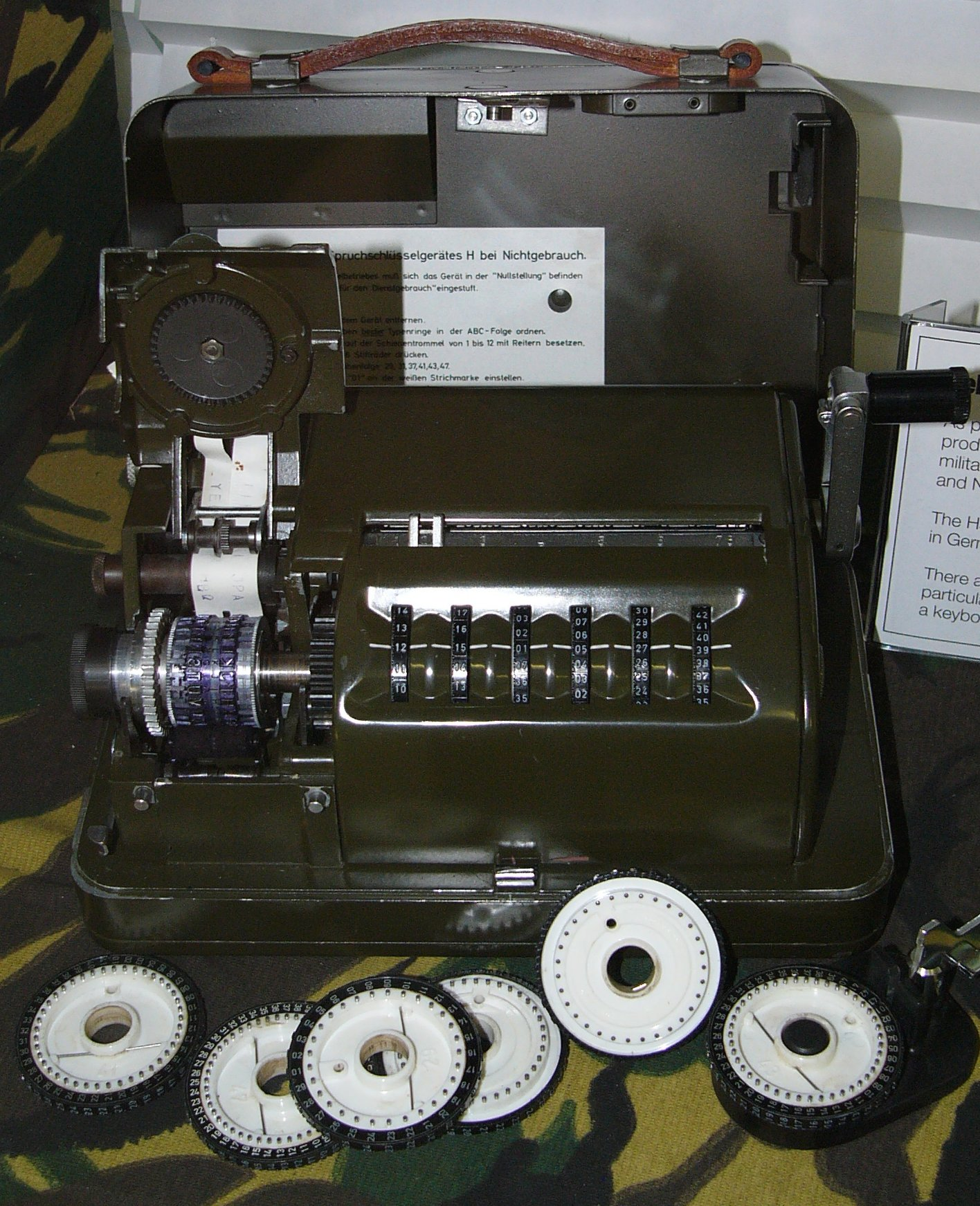
Hell 54.

La France en ayant acheté la licence en France, la CX-52 est également sortie des usines de la Manufacture d'Armes de Tulle.
La Hell 54 était une copie de la C-52 distribuée sous licence par la société allemande Hell.
Certains modèles pouvaient avoir un clavier électrique raccordé (qui ne possédait pas de barre d'espacement - toutes les lettres étaient tapées en majuscules). En France, l'espace était remplacé par la lettre W. Si l'on avait besoin d'un W dans le texte clair, il suffisait de taper deux fois consécutives la lettre V (exemple : WAGON = VVAGON). Le message était inscrit sur une bande de papier que l'on découpait en deux, d'un côté le texte clair qui était archivé et de l'autre le texte chiffré par groupe de 5 lettres qui était transmis.